# Guillermo Rubén Bongiorno
Guillermo Rubén Bongiorno (Mar del Plata, Província de Buenos Aires, 29 de juliol de 1978) és un ciclista argentí que fou professional del 2003 al 2011.

## Palmarès
- 1999
  - 1r al Gran Premi Campagnolo
- 2001
  - 1r al Memorial Vincenzo Mantovani
- 2002
  - 1r al Memorial Giuseppe Polese
- 2003
  - Vencedor d'una etapa al Tour de Langkawi
- 2004
  - Vencedor d'una etapa al Tour de Langkawi
- 2005
  - 1r al Giro de la Província de Reggio de Calàbria
  - 1r al Gran Premi Città di Misano Adriatico
  - Vencedor de 2 etapes al Tour de Langkawi
  - Vencedor d'una etapa a la Setmana Internacional de Coppi i Bartali
  - Vencedor d'una etapa a la Setmana Ciclista Llombarda
  - Vencedor d'una etapa al Brixia Tour
  - Vencedor d'una etapa al Rothaus Regio-Tour
- 2006
  - Vencedor d'una etapa al Tour de Langkawi
- 2008
  - Vencedor d'una etapa a la Volta a Turquia[1]
  - Vencedor de 2 etapes a la Volta a Dinamarca
- 2009
  - Vencedor d'una etapa a la Volta a San Juan
- 2011
  - Vencedor d'una etapa a la Volta a San Juan